# Baisy-Thy
Baisy-Thy (en wallon Båjhî) est une section de la ville belge de Genappe située en région wallonne dans le Brabant wallon. 
C'était une commune à part entière avant la fusion des communes de 1977.

Le village se trouve au départ de la vallée de la Thyle.

## Toponymie
Le nom Baisy-Thy provient des deux hameaux Baisy et Thy, qui formaient deux communes distinctes avant leur réunion le 3 septembre 1810 par un décret impérial.  Le nom de Baisy serait à rapprocher de celui de Baisieux et Bézu. On trouve les graphies Basciu (1018), Baseio (1094, 1253), Baisiu (1098, 1180, 1184, 1204, 1248), Basiers (1136), Basiu (1160, 1262), Baisi (1185), Baziu (1253), Baisieu (1373), Basieu (1484), Basy (1484), Baisy (1495, 1529), Baisier (XVe siècle), Bezy (1795).

## Démographie
- Sources:INS, Rem:1831 jusqu'en 1970=recensements, 1976= nombre d'habitants au 31 décembre

## Histoire
Naissance probable de Godefroid de Bouillon en 1061.
Le 16 juin 1815 a eu lieu une bataille au lieu-dit « Les Quatre-bras » entre l'armée de Napoléon et une coalition de Néerlandais, Anglais et Allemands. Elle fut prélude à la Bataille de Waterloo trois jours plus tard.

## Patrimoine

### Patrimoine architectural et monuments
- L'église Saint-Hubert date de 1763.
- Plusieurs monuments liés à la bataille de Baisy-Thy : 
  - le Monument Brunswick[4] à la mémoire de Frédéric Guillaume de Brunswick et Lunebourg décédé à proximité le 16 juin 1815 ;
  - le Monument à la cavalerie néerlandaise ;
  - le Monument aux troupes britanniques et hanovriennes ;
  - le Monument aux Belges (Quatre Bras).
- Les fermes de l'Auditeur, de Bois-St-Jean, de Bongré et de Gémioncourt, de la Cour d'Aywiers et d'Agnissart.
- Le château de Thy.

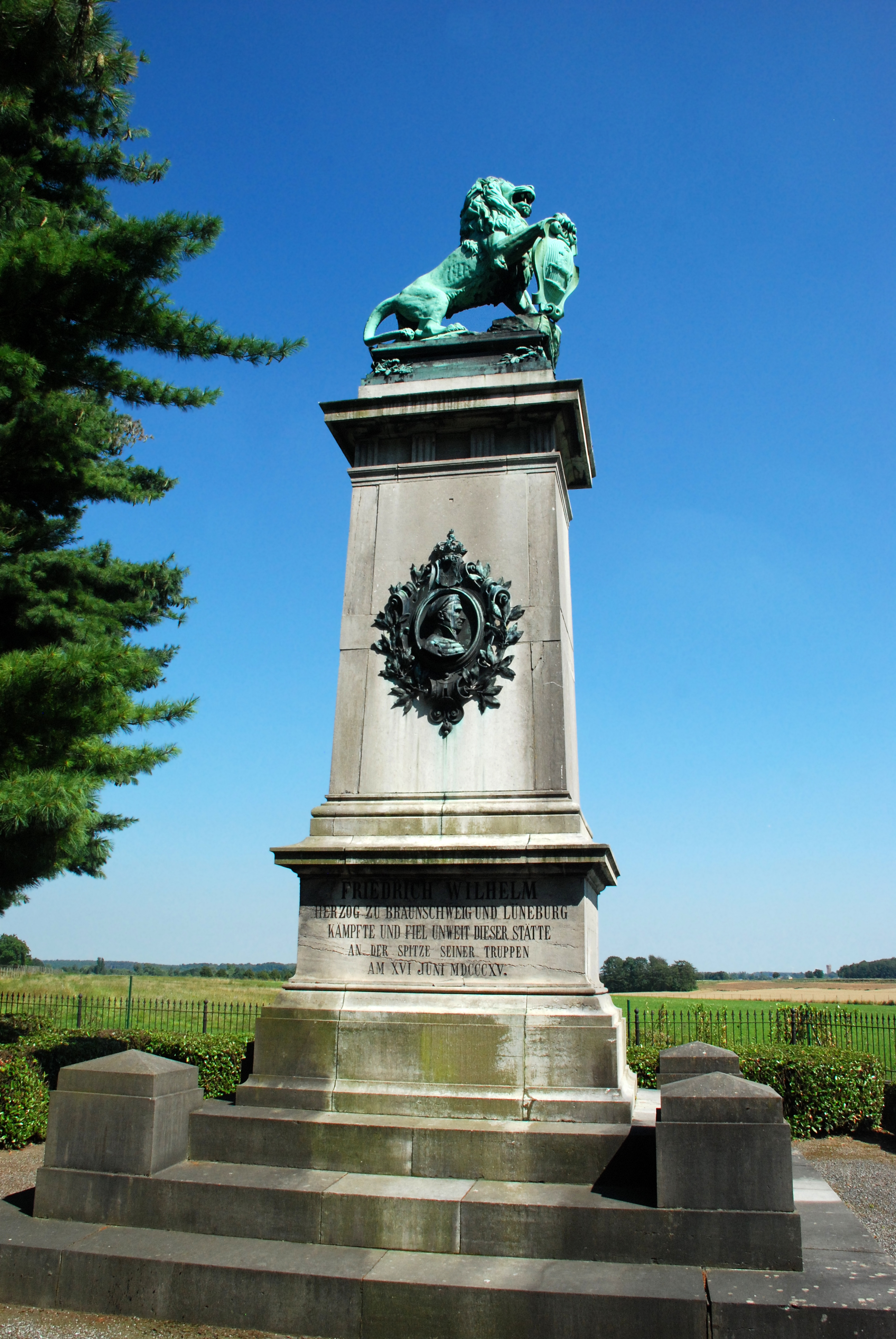
Le Monument Brunswick au sud du carrefour des Quatre-Bras.
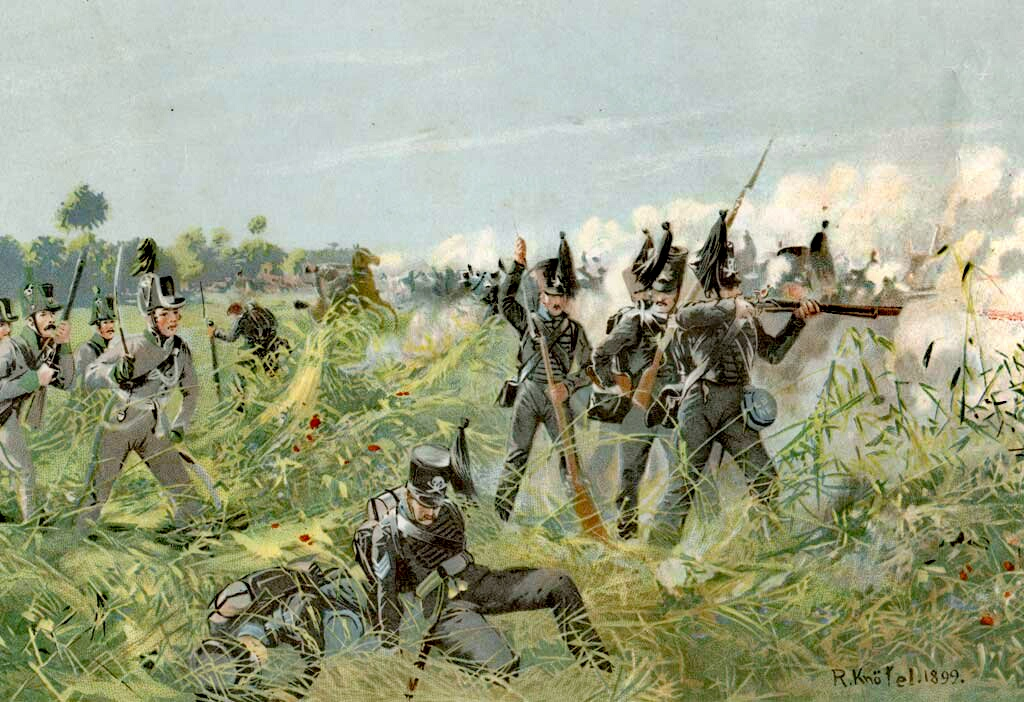
Les Troupes du Brunswick durant la bataille des Quatre-Bras (lithographie de R. Knötel).

## Personnalités
- Dominique Jonet (1816-1872), industriel dans la verrerie et député à la Chambre des représentants, né à Baisy-Thy.
- Eugène Baudoux (1841-1912), industriel dans la verrerie né à Baisy-Thy.